# Filippo Citterio
Filippo Citterio (Giussano, 17 novembre 1955) è un allenatore di calcio ed ex calciatore italiano, di ruolo terzino.

## Carriera

### Giocatore

Da sinistra, in primo piano: il capitano palermitano Citterio, l'arbitro Barbaresco e il capitano juventino Furino nei convenevoli prima della finale di Coppa Italia 1978-1979

Cresciuto nelle giovanili della Vis Nova e passato poi per il Seregno, nel 1974 Citterio entra a far parte della squadra Primavera del Milan, giocando in rossonero solo una partita ufficiale per proseguire la sua carriera in Serie B nel Palermo.
In rosanero disputò la finale di Coppa Italia 1978-1979 contro la Juventus, vincitrice ai tempi supplementari per 2-1; nel corso della competizione aveva segnato una doppietta nella semifinale di ritorno vinta per 2-1 sul campo del Napoli. Nell'edizione 1976-1977 segnò invece una doppietta al Lanerossi Vicenza. Nell'esperienza siciliana, tuttavia, soffrì di pericardite restando fermo per tre mesi.
Nella stagione 1979-1980 ritrovò la Serie A con la Lazio, ma la squadra venne poi retrocessa d'ufficio al termine della stagione per via dello scandalo del Totonero. Un anno nei cadetti con la società biancoceleste e poi il ritorno nella massima serie per quattro anni, militando nelle file del Napolie dell'Ascoli.
A seguire cinque stagioni con la Cremonese, nelle cui file giocò il suo ultimo torneo in Serie A nel 1989-1990 in veste di capitano e regista difensivo, prima di chiudere la carriera nel Brescia nella stagione 1991-1992.

### Allenatore
Inizia nel 1992 con le giovanili Cremonese fino al 1995. Nella stagione 1995-1996 allena il Vis Nova Giussano nel campionato di Eccellenza. Nel febbraio 1998 viene assunto dall'Alto Adige,, cui fa seguito l'esperienza al Mariano tra il novembre 1998 e il 2000 sempre nel Campionato Nazionale Dilettanti.
Nei primi mesi del 2001 è alla guida del Seregno nel Campionato Nazionale Dilettanti. Nel 2002, per due stagioni, allena il Brugherio in Eccellenza e Promozione. Nel 2006 è assunto dal Molinello, squadra di Cesano Maderno allenata fino al 2009 nelle categorie di Eccellenza e Promozione. Successivamente diventa il tecnico dell'A.C. Nibionno nel campionato di Eccellenza, fino al 19 ottobre 2009.
Nella stagione 2010-2011 diventa Responsabile tecnico della Scuola Calcio dello Xenia Sport di Mariano Comense, società con squadre a livello giovanile.
Nella stagione 2015-2016, a Mariano Comense, dà il via ad una nuova scuola calcio chiamata Palaextra Sport Academy nella veste di Direttore Tecnico.

## Palmarès

### Giocatore

#### Competizioni nazionali
- Campionato italiano di Serie B: 1

Brescia: 1991-1992
- Campionato promozione siciliana:  Polisportiva Città di Caccamo 1957: 2000-2001